# Bali (Zeichentrickserie)
Bali ist eine kanadisch-französische Zeichentrickserie. Sie wurde 2006 von den Studios Planet Nemo Animation und Divertissement Subséquence in Frankreich und in Kanada produziert und am 4. September 2006 erstmals auf France 5 ausgestrahlt. Die Ausstrahlung erfolgte als Einzelfolge mit 13 Minuten sowie als Doppelfolge mit 26 Minuten Dauer. Die Serie wurde in mehr als 50 Ländern ausgestrahlt. In Paris wurde eine Bühnenshow aufgeführt.
Die Idee für die Serie stammt von der französischen Kinderbuchreihe Bali von Magdalena und Laurent Richard. Das Titellied wurde im Original von der französischen Sängerin Pakita gesungen. Eine zweite Staffel mit 52 Folgen wurde 2010 angekündigt, ist jedoch bislang nicht realisiert worden.

## Bali
Hauptperson ist Bali, der in den Kindergarten geht und mit seiner Familie in einem Hochhaus in der Stadt lebt. Wichtige Personen sind dabei sein Kuscheltier Kikou, seine Familie sowie seine Freunde Tito und Tamara. Die Abenteuer finden hauptsächlich in der Wohnung der Familie sowie im direkt vor dem Haus gelegenen Park statt. Weitere Handlungsorte sind unter anderem der Kindergarten und die Wohnorte der Großeltern von Bali. Kennzeichnend ist, dass alle Figuren vermenschlichte Tiere darstellen, so sind Bali und seine Familie Hunde, es gibt weiterhin unter anderem Füchse, Katzen, Mäuse, Giraffen, Nashörner und mehr. In der Serie werden Alltag und Erlebnisse eines Kindergartenkindes gezeigt. Jede Folge behandelt ein Thema, wie den Wunsch Fahrrad fahren zu können, die Krankheit eines Familienmitgliedes, Streit auf dem Spielplatz und mehr. Ein regelmäßiges Motiv ist dabei, dass Bali in jeder Folge einen kurzen Tagtraum hat. Hier wird das aktuelle Problem thematisiert und dabei musikalisch und mit Gesang eine Lösung aufgezeigt, die Bali danach in die Tat umsetzt.

## Figuren
| Figuren                                   | Französische Originalsprecher | Deutsche Synchronsprecher |
| ----------------------------------------- | ----------------------------- | ------------------------- |
| Bali: Hauptperson, ein vierjähriger Junge | Nathalie Stas                 | Sandro Iannotta           |
| Lea: Balis kleine Schwester               | Marie Van R                   | Sabine Bohlmann           |
| Mama: Balis Mutter                        | Mariline Gourdon              | Christine Stichler        |
| Papa: Balis Vater                         | Mathieu Moreau                | Claus-Peter Damitz        |
| Kikou: Balis Kuscheltier                  |                               |                           |
| Nanette: Kindermädchen von Bali und Lea   | Stéphane Excoffier            |                           |
| Tamara: Balis beste Freundin              | Marie Van R                   | Maresa Sedlmeir           |
| Tito: Balis bester Freund                 | Stéphane Excoffier            | Maximilian Belle          |

Die deutsche Synchronfassung entstand bei der Bavaria Synchron GmbH in München, unter der Dialogregie und nach einem Buch von Inez Günther.

## Episodenliste
| Nr. | Deutscher Titel             | Deutsche Erstausstrahlung (KI.KA) | Originaltitel               |
| --- | --------------------------- | --------------------------------- | --------------------------- |
| 1   | Was für eine Kälte          | 3. November 2008                  | Brrr! Il fait froid!        |
| 2   | Herr Lollipop               | 3. November 2008                  | L'usine à sucettes          |
| 3   | Bali beim Frisör            | 4. November 2008                  | Tout beau pour la photo     |
| 4   | Zu hoch geschossen          | 4. November 2008                  | Au secours, Nanou!          |
| 5   | Das freundliche Monster     | 5. November 2008                  | Même pas peur!              |
| 6   | Auf dem Dach der Welt       | 5. November 2008                  | Encore un effort!           |
| 7   | Training ist alles          | 6. November 2008                  | Allez les bleus!            |
| 8   | Der Geburtstagskuchen       | 6. November 2008                  | C'est moi le chef           |
| 9   | Groß und größer             | 7. November 2008                  | Je veux être grand!         |
| 10  | Komet Nemo                  | 7. November 2008                  | Objectif: comète!           |
| 11  | Mein kleiner Fisch          | 10. November 2008                 | Mon petit poisson           |
| 12  | Bali an Bord                | 10. November 2008                 | A l'abordaaaage!            |
| 13  | Raketenfund                 | 11. November 2008                 | La fusee de Sascha          |
| 14  | Autorennen mit Hindernissen | 11. November 2008                 | Vroom! Vroom!               |
| 15  | Der Sonnenblumen-Strauß     | 12. November 2008                 | Le potager de papili        |
| 16  | Omas Halskette              | 12. November 2008                 | Un collier pour ma mamie    |
| 17  | Bali lernt teilen           | 13. November 2008                 | C'est a moi!                |
| 18  | Nächtliche Begegnung        | 13. November 2008                 | Je dors chez Tamara         |
| 19  | Aufräumzauber               | 14. November 2008                 | Quel Bazar!                 |
| 20  | Die Schwimmprüfung          | 14. November 2008                 | Et plouff!                  |
| 21  | Ein besonderer Freund       | 17. November 2008                 | Mateo, mon nouveau copain   |
| 22  | Die neue Brille             | 17. November 2008                 | Pleurs pas, Tamara          |
| 23  | Alles nicht so schlimm      | 18. November 2008                 | Ah, non, Lea!               |
| 24  | Ein Schneemann in der Wüste | 18. November 2008                 | Il fait trop chaud          |
| 25  | Bali und der Insektator     | 19. November 2008                 | Rob-rob-rob Robot           |
| 26  | Hallo Saba!                 | 20. November 2008                 | Bienvenue, Saba!            |
| 27  | Aua, das tut weh!           | 21. November 2008                 | Aïe! Ca fait mal!           |
| 28  | So viele Geschichten!       | 24. November 2008                 | Tout plein d'histoires!     |
| 29  | Der Stromausfall            | 25. November 2008                 | Oh oh! une panne!           |
| 30  | Ärger auf dem Spielplatz    | 26. November 2008                 | Pas peur de toi!            |
| 31  | Übung macht den Meister     | 27. November 2008                 | C’est dur, le vélo!         |
| 32  | Bali geht verloren          | 28. November 2008                 | Je suis perdu!              |
| 33  | Die neuen Schuhe            | 1. Dezember 2008                  | Mes nouvelles chaussures    |
| 34  | Nein, wir sind nicht müde!  | 2. Dezember 2008                  | On n'est pas fatigués!      |
| 35  | Das Forscherteam            | 3. Dezember 2008                  | Oh, regarde!                |
| 36  | Bäh, das schmeckt nicht!    | 4. Dezember 2008                  | Beurk! c’est pas bon!       |
| 37  | Papa ist krank              | 5. Dezember 2008                  | Chut! Papa est malade!      |
| 38  | Falscher Bahnsteig!         | 8. Dezember 2008                  | Papie, mamie, où êtes vous? |
| 39  | Ferien am Meer              | 9. Dezember 2008                  | He ho! les copains!         |
| 40  | Der Gärtner der Königin     | 10. Dezember 2008                 | C’est la fête!              |
| 41  | Was soll ich werden?        | 11. Dezember 2008                 | Au travail, Papa!           |
| 42  | Der große Streit            | 12. Dezember 2008                 | Grosse dispute!             |
| 43  | Ein dummes Missgeschick     | 15. Dezember 2008                 | Badaboum!                   |
| 44  | Nur Geduld!                 | 16. Dezember 2008                 | Allez, papa! on y va        |
| 45  | Zu klein, na und!           | 17. Dezember 2008                 | Comme un grand!             |
| 46  | Der große Entdecker         | 18. Dezember 2008                 | C’est amusant, le musée!    |
| 47  | Ein Film für Misa           | 19. Dezember 2008                 | Mon film pour Misa          |
| 48  | Ohne Regeln geht es nicht   | 22. Dezember 2008                 | Je ne peux rien faire       |
| 49  | Dachboden-Schätze           | 23. Dezember 2008                 | Le grenier de Mamili        |
| 50  | Gewinnen ohne Mogeln        | 24. Dezember 2008                 | Tricheur!                   |
| 51  | Krach an Halloween          | 25. Dezember 2008                 | Bouhhh!!                    |
| 52  | Ein Geschenk für zwei       | 26. Dezember 2008                 | Youpi! C'est Noël!          |

## Preise
Die Serie gewann unter anderem folgende Preise und Auszeichnungen:
- Prix Gémeaux Canada – Beste Zeichentrickserie 2007[6]
- Cordoba Animation Festival – Beste Zeichentrickserie 2007
- Mipcom Junior Licensing Challenge – Erster Platz 2005